# Neosericania nitida
Neosericania nitida är en skalbaggsart som beskrevs av Kobayashi 1985. Neosericania nitida ingår i släktet Neosericania och familjen Melolonthidae. Inga underarter finns listade i Catalogue of Life.